# CIAM

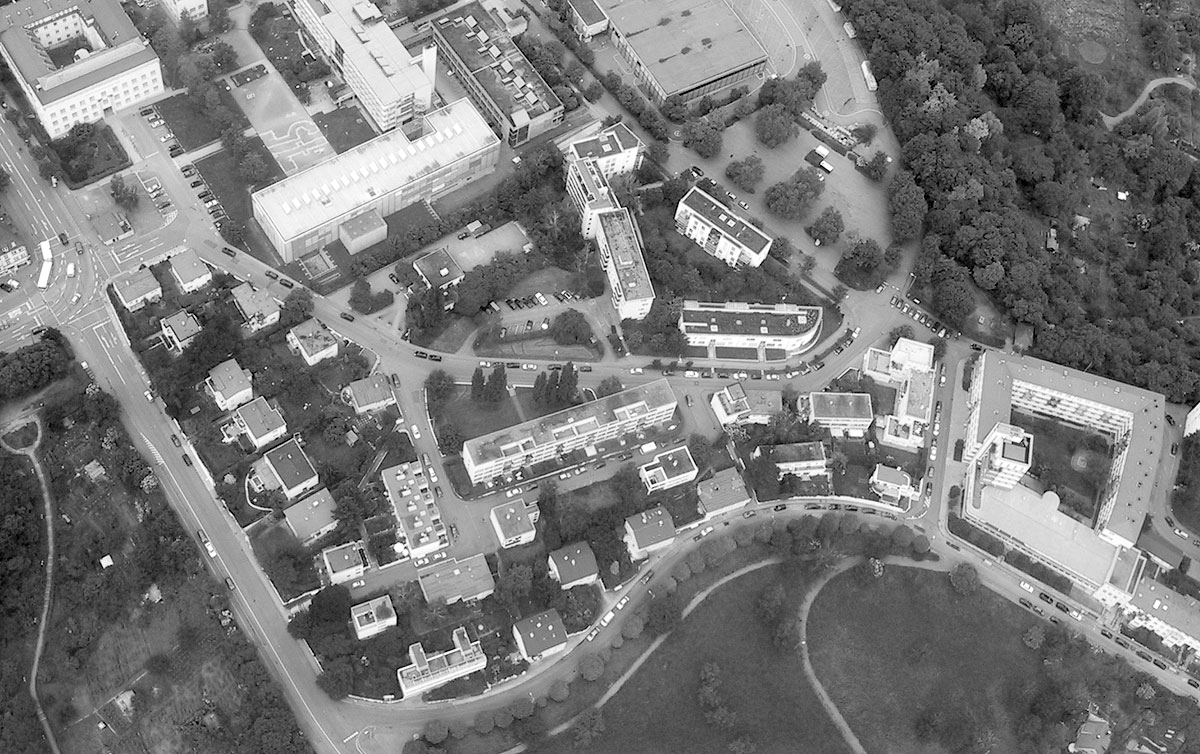
1927年、 シュトゥットガルトの ヴァイセンホフエステート 。CIAMは、「キュービズム様式」の近代建築であるバウハウス 、 ヴァイセンホフ 、 デステイル 、 ジュネーブ国民宮殿といった現代プロジェクトを推進。 1920年代の並行運動には表現主義 、 構成主義 、 アール・デコ 、および伝統主義があげられる

CIAM（Congrès International d'Architecture Moderne、シアム、近代建築国際会議）は、建築家たちが集まり都市・建築の将来について討論を重ねた国際会議。モダニズム建築（近代建築）の展開のうえで大きな役割を担った。1928年に始まり、1959年までに各国で11回開催された。建築においてすべての主要領域（ランドスケープ、都市計画、工業デザイン、その他多くを含む）に焦点を当てたモダニズム建築の原則を広めるのを目的とする。 

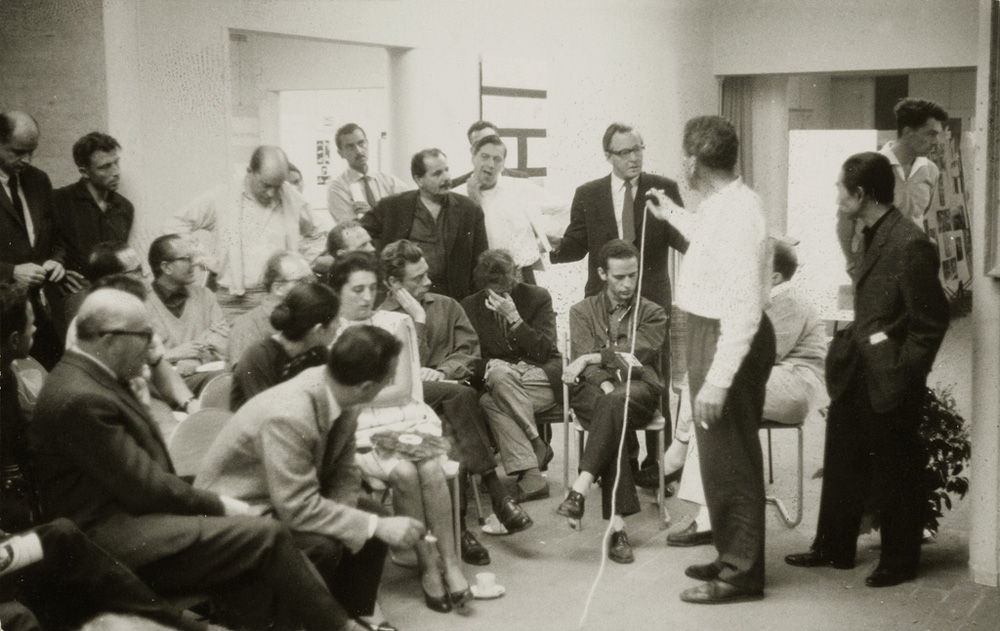
オッテルロー Meeting 1959（CIAM '59）、 チーム10が主催し、43名の参加者　集合場所： クレーゲ・ミュラー美術館、 ホーゲフェルウェ国立公園内にある。組織CIAMが解散。

## 形成とメンバーシップ
近代建築の国際会議（CIAM）は、「ソーシャルアートとしての建築」の原因を促進することを目的とした20世紀のマニフェストの1つ。全28人によって、1928年6月に設立。創設メンバーはコルビュジエ 、エレーヌ・ド・マンドロット （城の所有者）およびジークフリード・ギーディオン （最初の事務局長）らと、  
他の創設メンバーには、 カール・モーザー （初代社長）、ヘンドリク・ペトルス・ベルラーヘ 、 ビクター・ブルジョワ 、 ピエール・シャロー 、 スヴェン・マルケリウス 、 ジョセフ・フランク 、 ガブリエル・ゲヴレキアン 、マックス・エルンスト・ヘフェリ 、 ヒューゴ・ヘリング、アーノルド・ヘッチェル、フイブ・ホス、 ピエール・ジャンヌレ （ル・コルビュジエのいとこ） 、 アンドレ・ルルサ 、 エルンスト・マイ、 マックス・チェット 、フェルナンド・ガルシア・メルカダル、 ハンネス・マイヤー 、 ウェルナー・M・モーザー 、カルロ・エンリコ・ラヴァ、 ヘリット・リートフェルト 、アルベルト・サルトリス、ハンス・シュミット、 マルト・スタム 、ルドルフ・シュタイナー、シモン・シルクス、アンリ・ロバート・フォン・デル・ミュンダー、およびホアン・デ・ザヴァラ。ソビエト代表、 エル・リシツキー 、 ニコラウス・コリ、 モイセイ・ギンツブルクらは、ラ・サラ会議にビザを取得できず不参加。 

## 沿革
1927年の国際連盟本部設計コンペでル・コルビュジエの計画案に対し、ボザール流の旧式な建築家が規約違反として排斥、近代建築運動側と保守派の対立が表面化した。これをきっかけに翌年CIAMが開催され、ヴァルター・グロピウス、ミース・ファン・デル・ローエ、コルビュジエらヨーロッパの建築家のグループ24人の建築家が参加。 
CIAMの開催状況は以下のとおり。 
| 開催回数 | 開催年度 | 開催場所                               | 主な議題             | 備考                                                                 |
| -------- | -------- | -------------------------------------- | -------------------- | -------------------------------------------------------------------- |
| 第1回    | 1928年   | ラ・サラ（スイス）                     |                      | ジークフリート・ギーディオンが議長となり、建築家24人が参加           |
| 第2回    | 1929年   | フランクフルト（ドイツ）               | 「生活最小限住居」   | 当時ル・コルビュジエの元にいた前川國男が参加したという               |
| 第3回    | 1930年   | ブリュッセル（ベルギー）               | 「配置の合理的方法」 |                                                                      |
| 第4回    | 1933年   | アテネ（ギリシア）                     | 「機能的都市」       | アテネ憲章採択、第4回CIAM マルセイユからアテネ往復の船中で開催された |
| 第5回    | 1937年   | パリ（フランス）                       | 「建築の工業化」。   |                                                                      |
| 第6回    | 1947年   | ブリッジウォーター（イギリス）         |                      |                                                                      |
| 第7回    | 1949年   | ベルガモ（イタリア）                   |                      |                                                                      |
| 第8回    | 1951年   | ホッデストン（イギリス）               | 「都市のコア」       | 日本から、丹下健三が招待され、広島平和記念都市計画を発表。           |
| 第9回    | 1953年   | エクス＝アン＝プロヴァンス（フランス） |                      | チームXが結成された（後にCIAMの批判勢力になる）。                    |
| 第10回   | 1956年   | ドブロヴニク（ユーゴスラビア）         |                      | CIAMの実質的崩壊とされる                                             |
| 第11回   | 1959年   | オッテルロー（オランダ）               |                      | チームXによってCIAMは正式に整理解体された                            |